# ویلیام هورتادو
ویلیام هورتادو (انگلیسی: William Hurtado؛ زادهٔ ۳۱ مهٔ ۲۰۰۴) بازیکن فوتبال است که در حال حاضر برای بلگرانو در پست هافبک بازی می‌کند.